# Адисън Тимлин
Адисън Тимлин (на английски: Addison Timlin) е американска актриса, родена на 29 юни 1991 г. във Филаделфия.

## Кариера
Дебютира на големия екран в ролята на Ейми, която е 14-годишно момиче болно от диабет, във филма от 2005 г. „Извън релси“ заедно с Клайв Оуен и Мелиса Джордж, които играят нейните родители. След това играе ролята на Мади в късометражния филм „The Isabel Fish“, режисиран от Лара Жижич за Филмовия фестивал Колумбия. През 2008 г. играе като Емили Дрейпър в сериала на Ей Би Си „Кашмирена мафия“.
Избрана е за ролята на Жулиета в музикалния видеоклип към песента „Check Yes Juliet“ на поп/пънк бандата „Уи дъ Кингс“.
Взима участие в четвъртия сезон на „Секс до дупка“, където влиза в ролята на актриса в рамките шоуто. През февруари 2012 г., Тимлин участва в „Съдбоносен час“ (Zero Hour) в ролята на Рейчъл Луис, чиято премиера е през февруари 2013 г.
През 2013 г. взима участие в екшън комедията „Stand Up Guys“, в който участват звезди като Ал Пачино, Кристофър Уокън и Алън Аркин. Тя е избрана за ролята на Лусинда „Луси“ Прайс във филма „Fallen“, адаптиран от романа на Лорън Кейт, който се очаква през 2014 г.

## Филмография

### Филми
| Година | Заглавие        | Роля                 | Бележки      |
| ------ | --------------- | -------------------- | ------------ |
| 2005   | Derailed        | Ейми Шейн            |              |
| 2006   | The Isabel Fish | Мади                 | късометражен |
| 2008   | Man             | Алисън               | късометражен |
| 2008   | Afterschool     | Ейми                 |              |
| 2012   | Stand Up Guys   | Алекс                |              |
| 2012   | Best Man Down   | Рамси                |              |
| 2013   | Odd Thomas      | Сторми Евелин        |              |
| 2013   | The Bounceback  | Хейли                |              |
| 2014   | Fallen          | Лусинда „Луси“ Прайс | предстои     |

### Телевизия
| Година | Заглавие                  | Роля               | Бележки                             |
| ------ | ------------------------- | ------------------ | ----------------------------------- |
| 2006   | 3 lbs                     | Шарлот Хенсън      | 3 епизода                           |
| 2008   | Кашмирена мафия           | Емили Драпер       | 5 епизода                           |
| 2009   | Закон и ред               | Хейли Козлов       | 1 епизод: „Memo from the Dark Side“ |
| 2010   | Day One                   | Хънтър Кристуянсън |                                     |
| 2011   | Секс до дупка             | Саша Бингхам       | 6 епизода                           |
| 2011   | Закон и ред: Лос Анджелис | Ерин Градин        | 1 епизод: „Van Nuys“                |
| 2013   | Съдбоносен час            | Рейчъл Луис        | 13 епизода                          |
| 2013   | King of Queens            |                    |                                     |